# Dysdera spinidorsa
Dysdera spinidorsa là một loài nhện trong họ Dysderidae.
Loài này thuộc chi Dysdera. Dysdera spinidorsa được Jörg Wunderlich miêu tả năm 1992.